# Alpha-Hochhaus

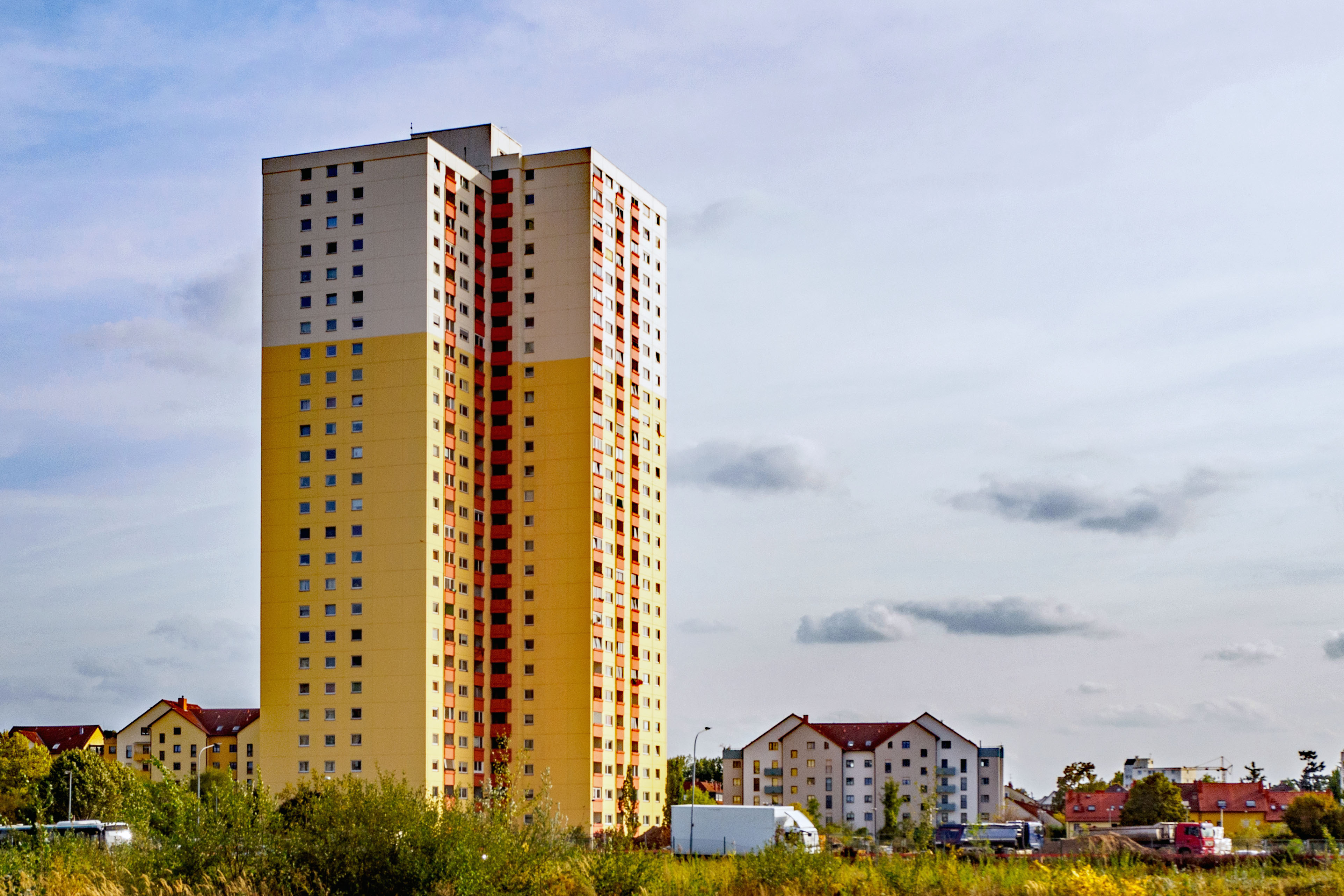
Alpha-Hochhaus in Langen

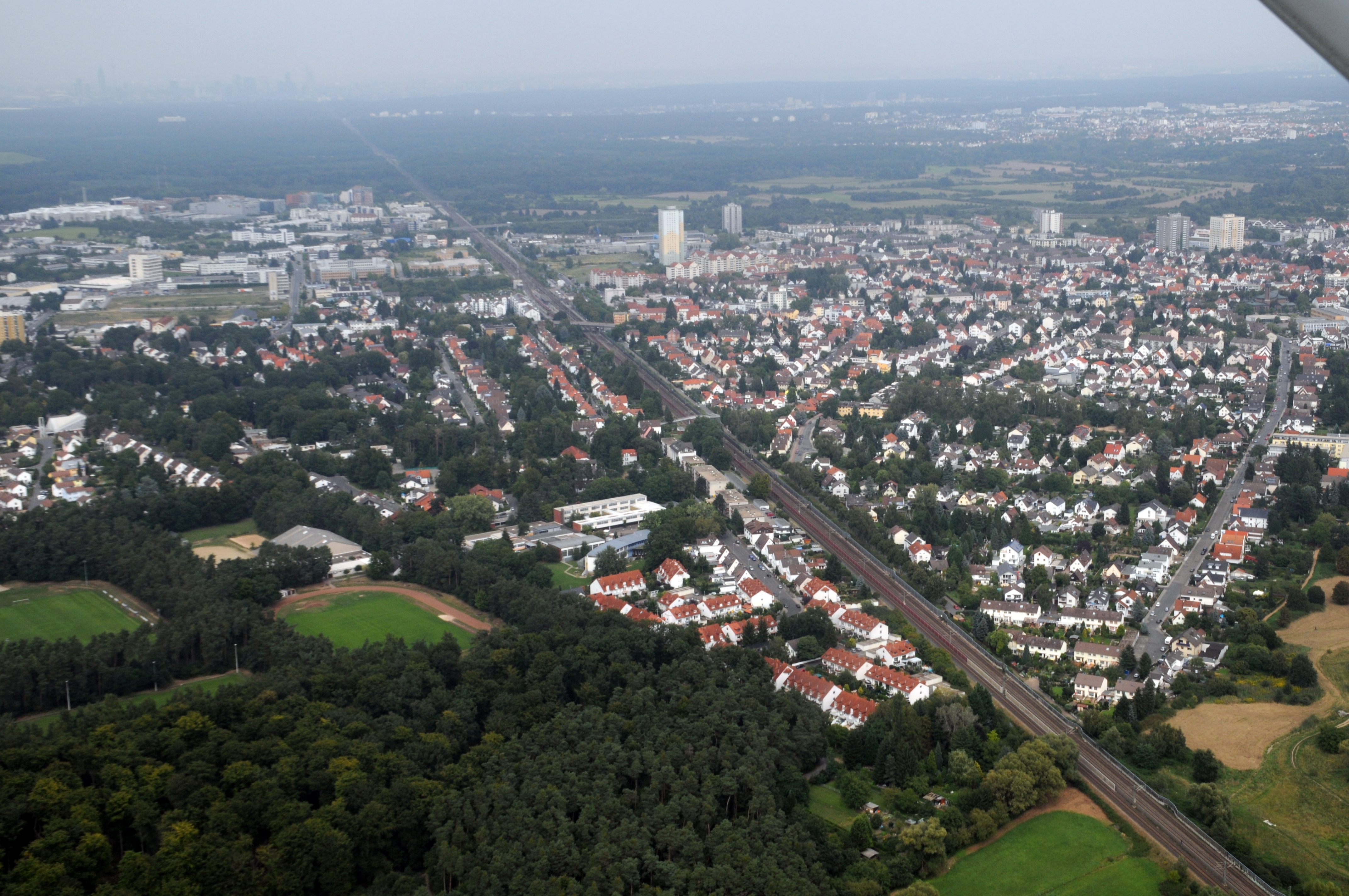
Alpha-Hochhaus von Süden, Luftbild im August 2008

Das Alpha-Hochhaus ist ein Wohnhochhaus in der Stadt Langen (Hessen).

## Geschichte
Das Alpha-Hochhaus entstand auf einem Gelände östlich des Bahnhofs Langen (Hessen) in den Jahren 1974–76. Nach den ursprünglichen Plänen, die von einem viel größeren Bevölkerungswachstum im Rhein-Main-Gebiet ausgingen, sollten auf dem Gelände insgesamt acht Wohnhochhäuser gebaut werden; das höchste, das Alpha-Center, hätte insgesamt 35 Stockwerke erreicht. Tatsächlich errichtet wurde aber nur ein einziges Hochhaus, das heute den Namen Alpha-Hochhaus trägt. Das restliche Gelände steht bis heute leer.

## Architektur
Mit einer Höhe von 87 Metern und 27 Stockwerken war es lange Zeit das höchste Wohnhochhaus in Hessen und eines der höchsten bundesweit.
Das Alpha-Hochhaus besteht aus zwei Wohntürmen, die über einen mittig liegenden Aufzugs- und Treppenschacht miteinander verbunden sind. Ein Turm erreicht 26, der andere 27 Stockwerke. Das Alpha-Hochhaus verfügt über insgesamt 226 Wohneinheiten, in denen insgesamt ungefähr 800 Menschen wohnen. Vom obersten Stockwerk bietet sich eine Sicht, die von Hochheim am Main über den Flughafen Frankfurt Main bis zum Taunushauptkamm reicht. Anders als vergleichbare Großwohnsiedlungen ist das Alpha-Hochhaus kein sozialer Brennpunkt.